# 보통휘석

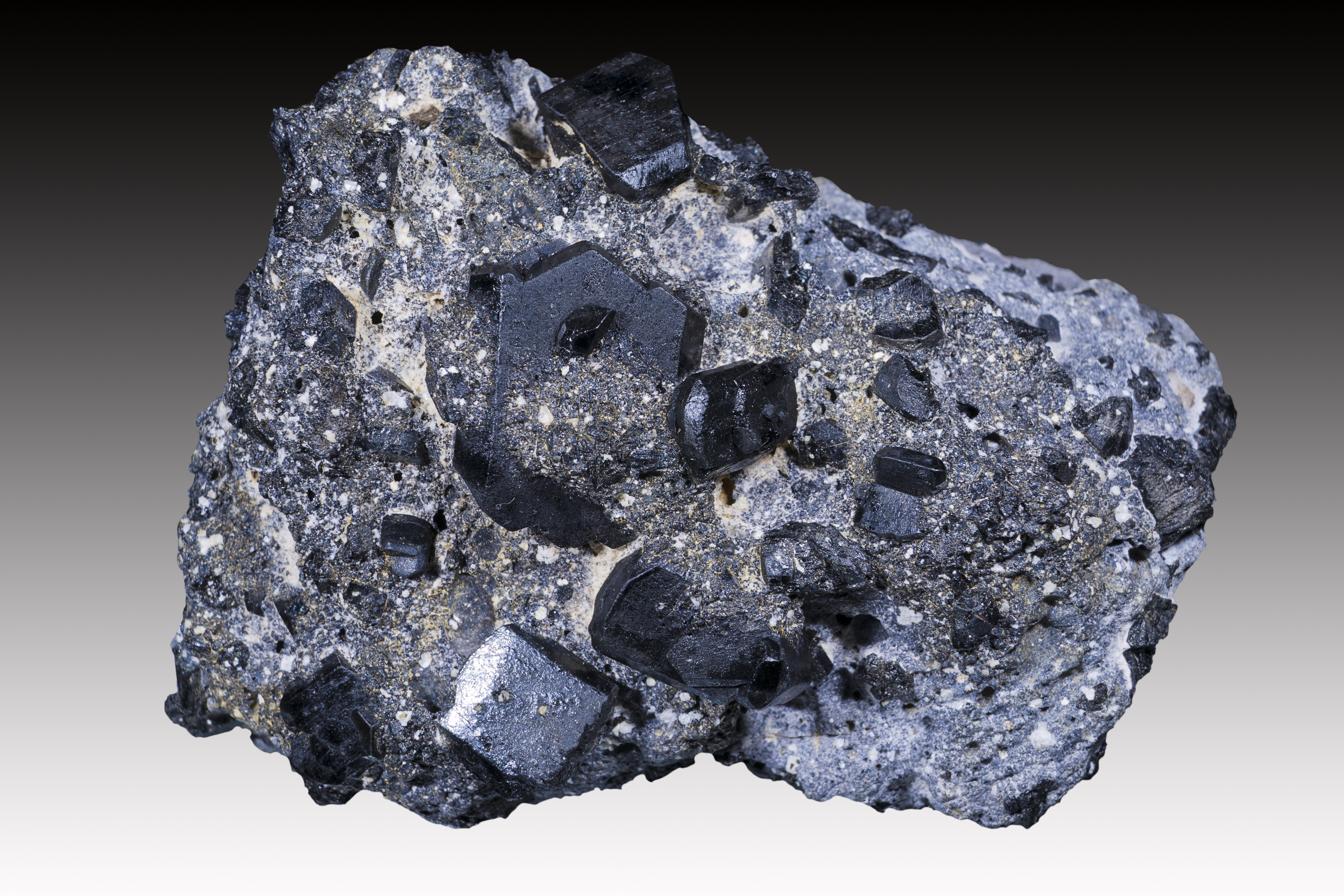

보통휘석(Augite)은 공식 (Ca,Na)(Mg,Fe,Al,Ti)(Si,Al)2O6을 갖는 일반적인 암석 형성 휘석 광물이다. 결정은 단사정계 및 프리즘형이다. 보통휘석에는 90도에 가까운 각도로 만나는 두 개의 눈에 띄는 벽개 부분이 있다.

## 특성
보통휘석은 휘석 그룹에 속하는 고용체이다. 투휘석과 회철 휘석(hedenbergite)은 보통휘석의 중요한 최종 구성원이지만 보통휘석에는 상당한 양의 알루미늄, 티타늄, 나트륨 및 기타 원소가 포함될 수도 있다. 보통휘석의 칼슘 함량은 피전휘석(pigeonite)와 사방휘석 사이의 혼화성 차이로 인해 제한된다. 이러한 다른 휘석 중 하나와 함께 발생하는 경우 보통휘석의 칼슘 함량은 온도와 압력의 함수이지만 대부분 온도의 함수이므로 유용할 수 있다. 암석의 온도 이력을 재구성한다. 온도가 감소함에 따라 보통휘석은 피전휘석 및 사방휘석의 라멜라를 용해시킬 수 있다. 보통휘석과 녹휘석 사이에도 혼화성 차이가 있지만 이 차이는 더 높은 온도에서 발생한다. 이 광물은 산업적, 경제적인 용도가 없다.